# ヨーロッパ映画賞 作曲賞
ヨーロッパ映画賞 作曲賞（European Film Academy for Best Composer）は、ヨーロッパ映画賞における最優秀作曲賞である。ヨーロッパ映画アカデミーにより1988年から授与されている。

## 受賞者
- 1988 - Yuri Khanon (Days of Eclipse)
- 1989 - アンドリュー・ディクソン（『ビバ!ロンドン! ハイ・ホープス 〜キングス・クロスの気楽な人々〜』）
- 1991 - ヒルマル・オルン・ヒルマルソン（『春にして君を想う』）
- 1992 - ヴィンセント・ファン・ヴァーメルダム (De Noorderlingen)
- 1993 - 2003 （授賞なし）
- 2004 - ブリュノ・クレ（『コーラス』）
- 2005 - ルパート・グレッグソン＝ウィリアムズ & アンドレア・グエッラ（『ホテル・ルワンダ』）
- 2006 - アルベルト・イグレシアス（『ボルベール〈帰郷〉』）
- 2007 - アレクサンドル・デスプラ（『クィーン』）
- 2008 - マックス・リヒター（『戦場でワルツを』）
- 2009 - アルベルト・イグレシアス（『抱擁のかけら』）
- 2010 - アレクサンドル・デスプラ（『ゴーストライター』）
- 2011 - ルドヴィック・ブールス（『アーティスト』）
- 2012 - アルベルト・イグレシアス（『裏切りのサーカス』）
- 2013 - エンニオ・モリコーネ（『鑑定士と顔のない依頼人』）